# Нова Кавала
Нова Кавала (грч. Νέα Καβάλα, Неа Кавала) је насељено место у општини Пеонија у периферији Средишња Македонија, Грчка. Према попису из 2021. године било је 1.127 становника.
Нова Кавала је изграђена тридесетих година 20. века за грчке избеглице из Турске, које су дошле из Кавале. Налази се на месту где се налазило исушено Арџанско језеро. На попису из 1940. године Нова Кавала је имала 361 становника.